# Sapium pallidum
Sapium pallidum là một loài thực vật có hoa trong họ Đại kích. Loài này được (Müll.Arg.) Huber miêu tả khoa học đầu tiên năm 1906.